# Argutita
La argutita es un mineral de la clase de los minerales óxidos, y dentro de esta pertenece al llamado “grupo del rutilo”. Fue descubierta en 1983 en el depósito Argut de los Pirineos centrales, en el departamento de Alto Garona (Francia), siendo nombrada así por esta localización. Un sinónimo es su clave: IMA1980-067.

## Características químicas
Es un óxido de germanio. El grupo del rutilo al que pertenece son todos óxidos de un metal con sistema cristalino tetragonal.
Además de los elementos de su fórmula, suele llevar como impurezas: cinc, manganeso y hierro.

## Formación y yacimientos
Suele encontrarse asociado a otros minerales como: esfalerita, casiterita, siderita o briartita.